# 地球戰場 (電影)
是一部2000年的美國科幻動作電影，根劇山達基教創辦人L·羅恩·賀伯特的1982年同名小說的首半部內容改編。由羅傑·克里斯汀執導，主演是尊·特拉華達、巴里·佩珀和科力士·韋德加。本片描述地球已經被外星人賽倫人（Psychlos）統治了一千年，當他們企圖利用生還的人類作為金礦開採工人時引發了叛亂反抗。
長期身為山達基教（科學教）教徒的尊·特拉華達，想要將教祖賀伯特的小說搬上大螢幕。由於電影的劇本、內容都與充滿爭議的山達基教有關，所以他無法從主流的製片商獲得資金。本片最終於1998年由一間專門解救停滯不前的電影項目的獨立製片公司Franchise Pictures接手。特拉華達被雇用為聯合監製，本人自己也貢獻贊助了數百萬美元來製作電影。本片於1999年開始製作，大部份的資金則由德國電影發行公司Intertainment AG 提供。2004年，投資者發現Franchise Pictures公司將電影的預算虛報誇大了3100萬美元，將其控告及於破產。
《地球戰場》於2000年5月12日上映，本片成為票房炸彈，也被批評為史上最差的電影之一。評論者嚴重批評本片，主要批評製作上各方面，包括尊·特拉華達過度誇張的演出、過度運用斜視鏡頭及慢動作、陳腐的對話、以及一些劇情的不連貫。觀眾也批評和嘲笑本電影，及在首映週末後迴避不看本片，導致《地球戰場》收入2970萬，無法收回其真實成本4400萬。本片曾獲得包括最差影片、最差導演、最差男女主配角、最差劇本等九項金草莓獎。直至2012年，它是奪得最多金酸莓獎的電影。該電影也成為邪典電影。
特拉華達最初預期《地球戰場》拍成上下兩集電影，劇本只是覆蓋首半部小說內容。然而，本片在票房上的表現欠佳，加上Franchise Pictures公司的崩潰，最終結束了續集的計劃。

## 劇情
西元3000年，地球已被太空殖民者賽倫人征服，金礦等資源被大量開採，倖存的人類在嚴苛的生存環境下已經喪失文明、瀕臨滅絕。強尼與族人是一群住在洛磯山脈的穴居人，這群人並不知道人類的過去，但他們傳說中的「惡魔」便是賽倫人。強尼不顧反對出外探索，結果被抓到位在丹佛的賽倫人基地，與其他人類一起遭到奴役。基地是密閉空間，充滿著賽倫人母星的氣體來讓它們呼吸，人類則需要呼吸器才能存活。強尼立志一定要逃脫，並展現勇氣和力量獲得眾人追隨。
賽倫人的臨時地球保安官泰爾自視甚高，希望擺脫上級的鉗制，早日升遷離開地球。泰爾決定暗中訓練人類開採金礦以提高業績，便把強尼抓來，用教學機器強迫他學習賽倫人語言和知識。強尼得到賽倫人和過去人類的資訊後，意識到要拯救人類不能只是逃脫，要擊潰基地裡的賽倫人勢力才能獲得自由。由於賽倫人掌握傳送技術，援軍將源源不絕，所以強尼等人也必須同步摧毀賽倫人母星。
泰爾用強尼愛人克莉希的性命迫使強尼合作採礦，強尼在採礦期間時將人類兵分兩路，一邊去從美國政府金庫取得黃金來交差，另一邊則去美國軍事設施取得核彈。採礦結束後，強尼的夥伴先將被關押的人類救出，並策反泰爾的副手克爾。強尼的同伴卡洛偷走一台賽倫人飛行器並裝滿炸藥，犧牲自己炸毀基地的圓頂讓氣體外洩，使賽倫人無法呼吸。與此同時，強尼智取泰爾，成功將同伴米基連同核彈一起傳送到賽倫人母星，將母星炸毀。賽倫人在地球上徹底戰敗，強尼終於與克莉希安全重逢。
事情結束後，強尼將泰爾關押在金庫裡，讓他一旁滿是黃金卻無計可施，克爾則願意向人類傳授賽倫人的科技。全片到此結束。

## 演員
- 尊·特拉華達 飾 泰爾（Terl）
- 巴里·佩珀 飾 強尼（Jonnie）
- 科力士·韋德加 飾 克爾（Ker）
- 金·高斯 飾 卡洛（Carlo）
- Sabine Karsenti（英语：Sabine Karsenti） 飾 克莉希（Chrissy）
- 理查德·泰森（英语：Richard Tyson） 飾 Robert the Fox
- 凯莉·普雷斯顿 飾 雀兒（Chirk）
- Michael MacRae 飾 齊特（Zete）
- Shaun Austin-Olsen 飾 Planetship Numph
- Tim Post 飾 Assistant Planetship
- 米高‧伯恩（英语：Michael Byrne (actor)） 飾 Parson staffer
- 泰西爾‧克利斯汀（英语：Christian Tessier） 飾 米基（Mickey）
- Sylvain Landry 飾 山米（Sammy）
- Earl Pastko（英语：Earl Pastko） 飾 酒保（the Bartender）
- Noël Burton 飾 the Clinko Learning instructor

## 製作
本片的主體拍攝於1999年7月5日開始，拍攝地包含蒙特利尔和洛杉矶。

## 外部連結
- 互联网电影数据库（IMDb）上《Battlefield Earth》的资料（英文）
- TCM电影资料库上《Battlefield Earth》的资料（英文）
- Box Office Mojo上《Battlefield Earth》的資料（英文）
- 爛番茄上《Battlefield Earth》的資料（英文）
- Metacritic上《Battlefield Earth》的資料（英文）